# Sonna (Veneto)
Il fiume Sonna è un corso d'acqua a carattere torrentizio che nasce a Feltre a quota 270 m.s.l.m. dalla confluenza dei torrenti Stizzon e Colmeda e sfocia a quota 203 m.s.l.m. nel Piave, dopo un corso di 7,56 km (tale lunghezza raggiunge però i 25 km qualora venga calcolata dalla sorgente dello Stizzon, che dei due è il ramo sorgentifero più lungo).